# Équipe de Tchécoslovaquie de hockey sur glace
L’Équipe de Tchécoslovaquie de hockey sur glace a existé de 1920 à 1992, année de la séparation du pays en République tchèque et Slovaquie. À partir des années 1970, l'équipe est devenue une des équipes incontournables du hockey mondial, rapportant à chaque championnat du monde une médaille.
Depuis la dislocation de la Tchécoslovaquie, les sélections suivantes ont vu le jour :
- République tchèque
- Slovaquie.

## Histoire
L'équipe de Tchécoslovaquie a vu le jour au lendemain de la Première Guerre mondiale et prend la suite de l'équipe de Bohême lors des différentes compétitions internationales. Le premier match de l'histoire de l'équipe est joué en 1920 lors des Jeux olympiques d'été à Anvers en Belgique. En ce 24 mars, les Tchécoslovaques sont écrasés par les Canadiens sur le score de 15 buts à 0.
Le déroulement du tournoi fut compliqué mais finalement, la Tchécoslovaquie gagne son premier titre dans un tournoi international en battant la Suède pour la troisième place (1 à 0). La première équipe est composée des joueurs suivants : Adolf Dušek, Karel Hartmann, Vilém Loos, Jan Palouš, Jan Peka, Karel Pešek, Josef Šroubek (buteur) et Otakar Vindyš.
Près de soixante-douze ans plus tard, l'équipe joue son dernier match contre la Suisse et gagne 7 à 2 lors du championnat du monde 1992. Cette équipe gagne sa quinzième médaille de bronze du championnat du monde.
Entretemps l'équipe aura gagné six médailles d'or et dix médailles d'argent au championnat du monde de hockey.
La plus large victoire de l'équipe aura lieu en 1939 contre la Yougoslavie sur le score de 24 à 0. Une autre sélection a renouvelé l'exploit de battre son adversaire avec 24 buts d'écart en 1947 contre la Belgique (24-0).
La plus large défaite fut concédée contre l'équipe canadienne de 1924 lors des Jeux olympiques de Chamonix. Le score fut de 30 buts à 0 pour les Canadiens, futurs vainqueurs de la médaille d'or.

## Résultats par année

### Jeux olympiques
En seize participations, les Tchécoslovaques ont rapporté quatre médailles d'argent et quatre autres de bronze, mais aucune médaille d'or.
| - 1920 - - 1924 - 6e place - 1928 - 7e place - 1932 - Pas de participation - 1936 - 4e place - 1948 - - 1952 - 4e place - 1956 - 5e place - 1960 - 4e place | - 1964 - - 1968 - - 1972 - - 1976 - - 1980 - 5e place - 1984 - - 1988 - 6e place - 1992 - |

### Championnat d'Europe
La première participation de l'équipe de Tchécoslovaquie au championnat d'Europe a lieu lors du « tournoi de 1921 ». Ce tournoi fut particulier car seulement deux équipes ont participé au tournoi et la Tchécoslovaquie défaite gagne sa première médaille d'argent.

#### Championnats indépendants
- 1921 -
- 1922 -
- 1923 -
- 1924 - Pas de participation
- 1925 -
- 1926 -
- 1927 - 5e place
- 1929 -
- 1932 - 5e place

#### Championnats liés
Mis à part quelques exceptions, à partir de 1930, les classements du championnat d'Europe ont été déterminés par les résultats des championnats du monde ou par ceux des Jeux olympiques. Cette section présente les différents classements européens, qui peuvent être différents des classements pour les Jeux ou les championnats du monde selon la participation des équipes non-européennes (principalement le Canada et les États-Unis).
| - 1930 - 5e place - 1931 - - 1933 - - 1934 - - 1935 - - 1936 - - 1937 - 5e place - 1938 - - 1939 - - 1947 - - 1948 - - 1949 - - 1950 - Pas de participation - 1951 - Pas de participation - 1952 - - 1953 - Équipe non classée - 1954 - - 1955 - - 1956 - - 1957 - - 1958 - - 1959 - - 1960 - - 1961 - - 1962 - Absente : Boycott - 1963 - - 1964 - - 1965 - | - 1966 - - 1967 - - 1968 - - 1969 - - 1970 - - 1971 - - 1972 - - 1973 - - 1974 - - 1975 - - 1976 - - 1977 - - 1978 - - 1979 - - 1981 - - 1982 - - 1983 - - 1985 - - 1986 - 4e place - 1987 - - 1989 - - 1990 - - 1991 - 4e place |

### Championnat du monde
La liste ci-dessous présente les résultats de l'équipe tchécoslovaque aux différents championnats du monde
La Tchécoslovaquie gagne au total six médailles d'or, dix d'argent et quinze de bronze. L'équipe a connu son moment de gloire à partir du début des années 1970 : en 21 participations, elle remporte dix-neuf médailles.
Dans l'histoire des championnats du monde, Jiří Holík a participé au plus grand nombre de matchs avec quatorze participations soit 123 matchs. Vladimír Martinec est le joueur tchécoslovaque avec le plus grand nombre de points avec 110 réalisations devant Holík, auteur de 104 points.
| - 1930 - 6e place - 1931 - 5e place - 1933 - - 1934 - 5e place - 1935 - 4e place - 1937 - 6e place - 1938 - - 1939 - 4e place - 1947 - - 1949 - - 1950 - Pas de participation - 1951 - Pas de participation - 1953 - 4e place - 1954 - 4e place - 1955 - - 1957 - - 1958 - 4e place - 1959 - - 1961 - - 1962 - Pas de participation - 1963 - - 1965 - - 1966 - | - 1967 - 4e place - 1969 - - 1970 - - 1971 - - 1972 - - 1973 - - 1974 - - 1975 - - 1976 - - 1977 - - 1978 - - 1979 - - 1981 - - 1982 - - 1983 - - 1985 - - 1986 - 5e place - 1987 - - 1989 - - 1990 - - 1991 - 6e place - 1992 - |

### Coupe Canada
La Coupe Canada a été mise en place en 1976 dans le but de rassembler les meilleurs joueurs de hockey sur glace au monde. Afin de permettre à un maximum de joueurs de participer, le tournoi a lieu à chaque fois début septembre, période souvent inactive pour la majeure partie des championnats.
- 1976 - Défaite contre les Canadiens en finale en deux matchs (6 à 0 et 5 à 4 après prolongation).
- 1981 - Défaite en demi-finale contre les Soviétiques 4 buts à 1.
- 1984 - L'équipe finit à la dernière place du round-robin avec un seul match nul et pas de victoires.
- 1987 - Quatrièmes du round-robin, les Tchécoslovaques perdent en demi-finale contre les Canadiens sur le score de 5 à 3.
- 1991 - L'équipe finit à la dernière place du round-robin avec une victoire et quatre défaites.

### Coupe Spengler
La sélection de tchécoslovaque participe à deux reprises à la Coupe Spengler. Elle remporte la compétition en 1975 et termine deuxième en 1976.